# Hispaniolai hutia
A hispaniolai hutia (Plagiodontia aedium) az emlősök (Mammalia) osztályába a rágcsálók (Rodentia) rendjébe és a hutiák (Capromyidae) családjába tartozó faj.
Az állat a Plagiodontia emlősnem típusfaja.

## Előfordulása
Hispaniola szigetének mind a két országában Haitiben és a Dominikai Köztársaságban honos.

## Alfajai
- Plagiodontia aedium aedium F. Cuvier, 1836 - szinonima: spelaem Miller, 1929
- Plagiodontia aedium hylaeum Miller, 1927

## Megjelenése
Szőre rövid barna. Testhossza 31–41 centiméter, ebből a farok 12–15 centiméter. Testtömege 1,3 kilogramm. A hispaniolai hutia karmai a famástást szolgálják.

## Életmódja
Éjjel aktív. A hispaniolai hutia lombkoronán tartózkodik, általában a földön is tartózkodik. Étrendje növényevő gallyakat, leveleket, gyümölcsöket, gyökeret, bimbót fogyaszt. Fogságban több, mint 9 évig él.

## Szaporodása
A nőstény 119-150 napig tartó vemhesség végén egy kölyöknek ad életet.

## Természetvédelmi állapota
Az élőhelyének elvesztése és a húsáért való vadászata fenyegeti. Az IUCN vörös listáján a veszélyeztetett kategóriában szerepel.